# Żegocina
Żegocina è un comune rurale polacco del distretto di Bochnia, nel voivodato della Piccola Polonia.
Ricopre una superficie di 35,23 km² e nel 2004 contava 4 865 abitanti.